# サイモン・スナイダー
サイモン・スナイダー（Simon Snyder, 1759年11月5日 - 1819年11月9日）は、アメリカ合衆国の政治家。1808年から1817年まで第3代ペンシルベニア州知事を務めた。ペンシルベニア州議会では3期にわたって下院議長を務め、米英戦争ではペンシルベニア州兵を統率した。

## 生い立ちと初期の経歴
1759年11月5日、スナイダーはペンシルベニア植民地のランカスターにおいて、モラヴィア系移民の家庭に生まれた。1776年、スナイダーはヨークへ移り、皮革製品の職人に弟子入りして4年を過ごした。スナイダーはクエーカーの夜間学校に通い、教育を受けた。1784年、スナイダーはセリンズグロウヴに移り、製粉所を開業した。スナイダーはマーケット通り北121番地に居住した。

## ペンシルベニア州下院議員
スナイダーは治安判事として政治生活を開始した。スナイダーは1789年にペンシルベニア州憲法制定会議のメンバーを務め、1797年から1807年までペンシルベニア州下院議員を務めた。1804年、1805年、および1807年にはペンシルベニア州下院議長も務めた。スナイダーは民主共和党に所属し、1805年にペンシルベニア州知事に立候補したが、トマス・マッキーンに敗北した。

## ペンシルベニア州知事
1808年、スナイダーは民主共和党の全面支援を受け、ペンシルベニア州知事選挙で勝利を収めた。スナイダーは続く1811年と1814年の選挙でもそれぞれ連邦党のウィリアム・ティルマンとアイザック・ウェインを破り、1808年から1817年まで3期9年連続でペンシルベニア州知事を務めた。スナイダーは1812年に州都をランカスターからハリスバーグへ遷すことを提案した。スナイダーの提案は、州議会に承認された。

## 米英戦争
1812年、スナイダーは連邦党の強い反対を無視し、米英戦争を全面的に支援した。スナイダーに対する批判は、アメリカの勝利で終戦したことにより収まった。戦後、ジョン・ビンズは同年の大統領選挙に民主共和党の副大統領候補にスナイダーの名前を挙げたが、党の指名獲得はならなかった。

## 晩年
1818年、スナイダーはペンシルベニア州議会において連邦上院議員に選任された。だがスナイダーは着任前の1819年11月9日に、腸チフスにより死去した。スナイダーの遺体は、ペンシルベニア州セリンズグロウヴのシャロン・ルーテル教会の墓地に埋葬された。

## 家族
サイモン・スナイダーの父親はアンソニー・スナイダー (Anthony Snyder, 1725-1774)、母親はメアリー・エリザベス・ニッペンバーグ (Mary Elizabeth Knippenberg)であった。
1790年、スナイダーはエリザベス・マイケル (Elizabeth Michael, 1761-1794) と結婚したが、1794年に死別した。スナイダーは妻エリザベスとの間に、以下の子供2人をもうけた。
1. アメリカ・スナイダー (Amelia Snyderm 1791-1859)
2. ジョン・スナイダー (John Snyder, 1793-1850)

1796年、スナイダーはキャサリン・アンツ (Catherine Antesm 1777-1810) と再婚した。スナイダーは妻キャサリンとの間に、以下の子供5人をもうけた。
1. アンツ・スナイダー (Antes Snyder, 生没年不詳)
2. ヘンリー・W・スナイダー (Henry W. Snyder, 1797-1866)
3. ジョージ・アンツ・スナイダー (George Antes Snyder, 1799-1865)
4. フィリップ・フレデリック・スナイダー (Philip Frederick Snyder, 1801-1882)
5. アンツ・スナイダー (Antes Snyder, 1803-1805)